# Paweł Domański
Paweł Jan Domański (ur. 5 czerwca 1959 w Poznaniu, zm. 4 sierpnia 2016 tamże) – polski matematyk, profesor nauk matematycznych, zajmujący się analizą funkcjonalną, a w szczególności: ogólnymi przestrzeniami lokalnie wypukłymi oraz przestrzeniami Frécheta. Profesor zwyczajny na Wydziale Matematyki i Informatyki Uniwersytetu im. Adama Mickiewicza w Poznaniu (kierownik Zakładu Analizy Funkcjonalnej).

## Życiorys
Syn Bohdana i Eugenii. W 1983 ukończył studia matematyczne na Uniwersytecie im. Adama Mickiewicza w Poznaniu, gdzie następnie został zatrudniony i zdobywał kolejne awanse akademickie. Doktoryzował się w 1987 na podstawie pracy Sumy skręcone przestrzeni liniowo topologicznych napisanej pod kierunkiem Lecha Drewnowskiego. Habilitację otrzymał w 1991 na podstawie oceny dorobku naukowego i rozprawy pt. Injektywne przestrzenie Frecheta. W 1999 otrzymał tytuł profesora nauk matematycznych. Pracował w Zakładzie Analizy Funkcjonalnej UAM i od 1993 równocześnie w Oddziale Poznańskim Instytutu Matematycznego PAN.
Swoje prace publikował w m.in. w „Advances in Mathematics”, „Studia Mathematica”, „Transactions of the American Mathematical Society”, „Proceedings of the American Mathematical Society” oraz „Archiv der Mathematik”.
W 1991 otrzymał Nagrodę im. Stefana Banacha.
Został pochowany na cmentarzu Górczyńskim w Poznaniu.
Jego imieniem nazwano Konkurs Prac Uczniowskich z Matematyki im. Pawła Domańskiego organizowany od 1978 przez redakcję Delty (był on pierwszym laureatem tego konkursu).